# جامعة زاباروجيا الوطنية التطبيقية
جامعة زاباروجيا الوطنية التطبيقية مؤسسة تعليم عالي في أوكرانيا، (بالأوكرانية: Національний університет «Запорізька політехніка») هي جامعة تقع في زابوروجييه أوبلاست، أوكرانيا. أُسِّسَت هذه الجامعة في سنة 1900.[بحاجة لمصدر]